# Gałązczyce
Gałążczyce is een plaats in het Poolse district  Brzeski (Opole), woiwodschap Opole. De plaats maakt deel uit van de gemeente Grodków en telt 370 inwoners.

## Verkeer en vervoer
- Station Gałązczyce